# Allgemeine Bodencreditanstalt
Koordinaten: 48° 12′ 40,6″ N, 16° 21′ 43,3″ O

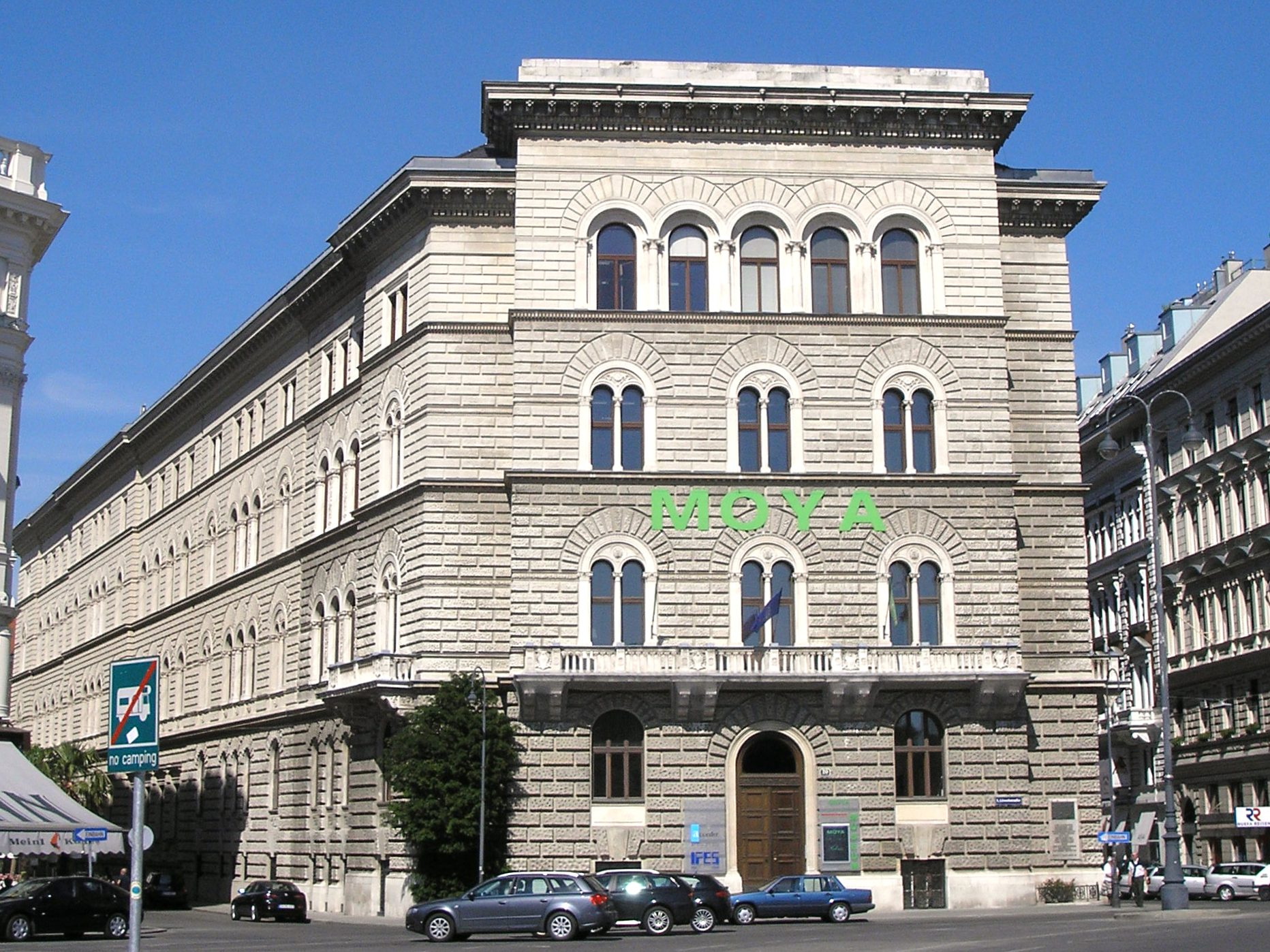
Die alte Hauptzentrale der Bodencreditanstalt an der Wiener Ringstraße, neben dem Burgtheater.

Zeitungsinserat der Bodencreditanstalt zur Kaiserhuldigung 1917

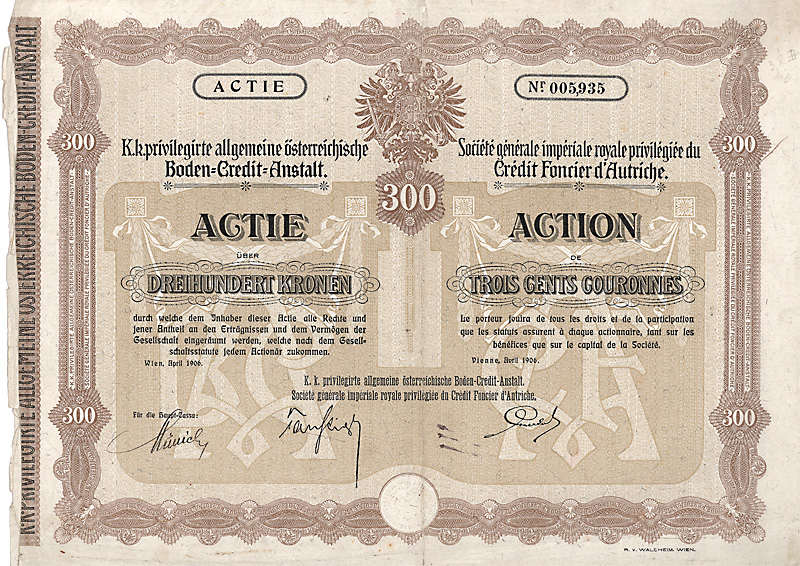
Aktie über 300 Kronen der K.k. priv. Allgemeinen Österreichischen Boden-Credit-Anstalt vom April 1906

Die Allgemeine Bodencreditanstalt (kurz: Bodencredit oder einfach „Boden“) war ein österreichisches Kreditinstitut. Die Zentrale war an der Teinfaltstraße 8 im 1. Wiener Gemeindebezirk Innere Stadt.

## Geschichte
Die 1863 als k.k. priv. Allgemeine Österreichische Boden-Credit-Anstalt gegründete Bank war zur Zeit der Donaumonarchie ein hoch angesehenes Institut, das sich unter anderem der Finanzierung des Eisenbahnbaus und dem Hypothekarkredit widmete. Sie verwaltete das Vermögen der Mitglieder des Kaiserhauses und des Hochadels, nahm Landgüter als hypothekarische Sicherheit und emittierte Pfandbriefe. Um die Jahrhundertwende finanzierte das Institut auch die Umwandlung großer Privatfabriken in Aktiengesellschaften und baute in diesem Zusammenhang unter ihrem Gouverneur Theodor von Taussig einen großen Industriekonzern in allen Gebieten der Monarchie auf. Nach dem Tod Taussigs ernannte Kaiser Franz Joseph 1910 Rudolf Sieghart zum Gouverneur, einen äußerst ehrgeizigen aber umstrittenen Finanzfachmann, der frühzeitig in ein deutliches Spannungsverhältnis zum Haus Rothschild geriet. In seinen Memoiren hat der zeitweilige CA-Generaldirektor Alexander Spitzmüller vermerkt, schon 1910 habe Albert Salomon Anselm von Rothschild, der damalige Chef des Hauses, prophezeit, Siegharts Eitelkeit, Rücksichtslosigkeit und sein Einfluss auf die Zeitungen werde die von ihm geleitete Bank in sehr gefährliche Bahnen drängen und schließlich ruinieren. Die riskante Politik Siegharts soll die „Boden“ in der Tat schon vor dem Beginn des Ersten Weltkriegs weitgehend immobilisiert haben.
In der Nachkriegsinflation des Ersten Weltkrieges kam das traditionelle Hypothekargeschäft der „Boden“ praktisch zum Stillstand. Umso expansiver war die Politik des Bankhauses ab 1921. Direktor Alexander Weiner, seit 1915 bei der Bank, bemühte sich, ausländisches – insbesondere US-amerikanisches – Kapital für Engagements zu gewinnen. Ihm gelang es, dass das Bankhaus Morgan sich an der Bodencreditanstalt beteiligte. 1923 schied er jedoch nach einem Konflikt mit Sieghart aus und erhielt zusätzlich zur obligaten Abfindung auch noch eine exorbitant hohe jährliche Pension, wenig später, ab 1924 leitete er das Privatbankhaus Ephrussi & Co. Sieghart bemühte sich dagegen, den mitteleuropäischen Industriekonzern der „Boden“ auszubauen. Im Zusammenhang ergaben sich allerdings bedeutende Probleme. Der größte Industrieschuldner der „Boden“, die Steyr-Werke, ein Waffen- und Fahrzeugkonzern, befand sich bereits gegen Ende der 1920er Jahre in bedeutenden Schwierigkeiten, die entsprechenden Kredite mussten als immobilisiert gelten. Dennoch schüttete die „Boden“ noch für 1927 und 1928 hohe Dividenden von 15 Prozent auf die eignen Aktien aus – wohl zu Zwecken der Kurspflege.
Auch politisch befanden sich die Bodencreditanstalt und ihr Gouverneur in den 1920er Jahren in umstrittener und heikler Position. Die Bank galt als wesentlicher Financier der Heimwehren, der von Rudolf Sieghart kontrollierte Zeitungskonzern (Neues Wiener Tagblatt etc.) verfocht eine klar antimarxistische Linie. In diesem Zusammenhang wirkte am 6. März 1929 ein Bericht über Grundverkäufe der Bodencreditanstalt an die (politisch nicht eben nahestehende) Gemeinde Wien in dem für Meldungen aus dem Bankmilieu bekannten Sensationsblatt „Der Abend“ bereits als beunruhigend: Die „Boden“ brauchte offenbar dringend Geld. Auch „Der Österreichische Volkswirt“ vom 17. März 1929 sah die Lage der Bodencreditanstalt bereits gerüchteweise als „angespannt“.
Die Krise der Bodencreditanstalt spitzte sich im Oktober 1929 zu. Die Direktoren des Instituts, unter ihnen Hans Fischböck erschienen am Sonntag, dem 6. Oktober bei Bundeskanzler Johannes Schober, um ihm von der Schieflage ihrer Bank zu berichten. Dieser reagierte rasch und entschlossen. Er setzte Louis Nathaniel von Rothschild unter massiven Druck, die Bodencreditanstalt im Wege einer Fusion in die Creditanstalt zu übernehmen. Dabei erhielten die Aktionäre der „Boden“ zwar nur CA-Aktien im Ausmaß von einem Achtel des letzten Kurswertes, ein formeller Zusammenbruch des ehrwürdigen Instituts konnte aber immerhin vermieden werden. Die erzwungene Fusion des de facto insolventen Instituts mit der Creditanstalt wurde allerdings wenig später zu einem der Faktoren, der zur CA-Krise von 1931 führten.
Die politischen Haftungserklärungen für nicht im Staatseigentum stehende Banken während der Ersten Republik (etwa im Falle der Krise der Centralbank der deutschen Sparkassen oder der CA-Krise) wurden des Öfteren verglichen mit jener im Jahr 2006 in der Folge der BAWAG-Affäre. Ähnlichkeit besteht auch mit den Notverstaatlichungen im Rahmen der Weltfinanzkrise.